# Gary Steadman
Gary Steadman (Reino Unido, 13 de junho de 1960) é um guitarrista inglês mais conhecido por ter substituído Paul Reynolds na banda de new wave, A Flock Of Seagulls em 1984.

## Carreira
Gary Steadman é um guitarrista britânico que nasceu em 13 de junho de 1960 e que entrou em sua primeira banda profissional em 1978 aos 18 anos, a banda Eater, conhecida como uma das bandas pioneiras do new wave; logo após sair desta banda, passou por várias outras, uma das mais notáveis foi a banda inglesa Classix Nouveaux, na qual Gary entrou para substituir Jak Airport em 1979, Steadman permaneceu na banda e participou de seu primeiro álbum, intitulado de Night People, que foi lançado em 1981, e fez um relativo sucesso em alguns países da Europa.
No mesmo ano de lançamento do álbum da banda Classix Nouveaux, Steadman foi demitido e substituído por outro guitarrista, ele passou a ser um guitarrista de estúdio e só em 1984 Gary foi chamado para substituir o guitarrista Paul Reynolds da banda britânica A Flock Of Seagulls, Gary ficou na banda para concluir a turnê do álbum anterior The Story of a Young Heart e ficou para gravar o próximo álbum da banda, intitulado de Dream Come True, junto com Gary foi contratado o tecladista Chris Chryssaphis para reforçar a nova fase sonora da banda.
Steadman permaneceu na banda até 1985 e logo foi substituído por diversos outros músicos contratados, logo após isso a banda se separou e Gary ficou sem banda, continuou a tocar em estúdios como guitarrista contratado, em 1997 ele obteve um diploma BMus em Performance de Música Popular no The London College of Music e a partir de 2000 começou a dar aulas de guitarra em escolas de música em Londres.
Em 2003 Gary se casou e atualmente está dando aulas de guitarra em Londres, na Barnet Educational Arts Trust.

## Discografia

### Álbuns com Classix Nouveaux
- Night People (1981)

### Álbuns com A Flock Of Seagulls
- Dream Come True (1985)